# فيزياء الوقت الفلكية عالية الدقة
فيزياء الوقت الفلكية عالية الدقة (HTRA) هي جزء من علم الفلك والفيزياء الفلكية تشارك في قياس ودراسة الظواهر الفلكية في المقاييس الزمنية من حد 1 ثانية وأقل. تم تطوير هذا النوع من علم الفلك باستخدام أجهزة كشف عالية الكفاءة وتلسكوبات أكبر للحصول على مزيد من الفوتونات في الثانية إلى جانب استخدام أجهزة كمبيوتر أفضل لتخزين وتحليل كميات هائلة من البيانات التي يتم الحصول عليها في كل ليلة.
يمكن أن تندرج الأبحاث الموجودة مسبقًا ضمن هذه الفئة الآن مثل رشقات أشعة غاما المرئية والنجوم النباضة، وعلى الرغم من أن هذا العلم الجديد نسبيًا يركز على النظام البصري والأشعة تحت الحمراء لم يتم حتى الآن وضع حدود زمنية لما هو الوقت عالي الدقة.